# Нарымский диалект
Нары́мский диале́кт, чумэлку́пский диалект — диалект южноселькупского языка. Распространён в Томской области.

## Социолингвистические сведения

### Ареал и численность
Историческая территория распространения диалекта — Парабельский район полностью, Обь в Каргасокском районе, западная и центральная часть Бакчарского района. Отдельные носители нарымского проживали за пределами основной территории, например, на среднем Тыму и в Иванкино.
В настоящее время число полных носителей насчитывает 5 человек, проживающих в разных местах, но отмечается, что число владеющих нарымским южноселькупским языком растёт. Порядка 10 человек владеют письменной формой языка.

### Функциональный статус
В 1990-е — 2000-е гг. диалект преподавался в доме детского творчества с. Парабель, в школьных кружках с. Нельмач и с. Нарым Парабельского района. В настоящее время в системе образования язык не представлен.
В настоящее время нарымский и шёшкупский диалекты южноселькупского языка преподаются на курсах в г. Колпашево и Томске. Во время пандемии преподавание перешло в онлайн, и эта форма занятий используется до сих пор. К настоящему времени, насколько можно понять, у слушателей курсов развивается прежде всего письменная форма языка, причем довольно успешно. Этому способствует и использование языка в интернет-пространстве, в том числе в нескольких южноселькупских чатах.
Регулярно выходят книги на нарымском диалекте с переводом на русский язык. На диалекте регулярно создаются видео. Также на нарымский диалект переведены несколько мультфильмов и интерфейс мессенджера Telegram для платформы Android.

## Внутренняя классификация
Говоры:
- ласкинский — р. Обь в Парабельском районе от границы с Колпашевским районом (Сагандуковская протока) до д. Ласкино
- тюхтеревский (собственно нарымский) — р. Обь в Парабельском районе ниже д. Ласкино, с. Нарым, д. Тюхтерево, р. Пайдугина
- парабельский — р. Парабель и р. Чузик (возможно, на Чузике особый говор)
- нижнеобской — р. Обь в Каргасокском районе (ниже впадения Безымянной протоки Нарыма)
- кёнгинский — р. Кёнга, Парбиг, Галка (Бакчарский район)

## Графика
Разработка графики нарымского диалекта началась в ранние 1990-е гг., к концу 2010-х гг. графика устоялась. В настоящее время (2024 г.) нарымский диалект и его литературная норма являются наиболее используемыми в южноселькупском языке. Нарымская орфография также используется для записи других чу́мэл диалектов, тымского и васюганского.

### «Селькупский разговорник. Нарымский диалект»
В 1993 году венгерским исследователем Яношем Пустаи и томским исследователем Шимоном Купером был предложен алфавит для нарымского диалекта. На этом алфавите вышел разговорник со словарём и грамматическим очерком. Алфавит имел следующий вид: а, ā, б, в, вь, г, ӷ, д, дь, дж, джь, е, ӓ, ё, ж, з, и, й, к, кв, қ, қв, л, ль, м, н, нь, ң, о, ō, ӧ, ȫ, п, р, с, т, тв, ть, тьв, у, ӯ, ӱ, ӱ̄, ф, х, хв, ҷ, ҷв, чь, чьв, ш, ы, э, э̄, ә, ә̄. Данная версия алфавита не получила распространения.

### Выработка графики
В 1996 г. была выпущена книга для чтения «Сказки нарымских селькупов» на шёшкупском и нарымском диалектах. Для обоих диалектов была использована шёшкупская орфография в актуальном на то время варианте. В последующих изданиях графика модифицировалась в сторону отражения фонетики.

### Современная графика
К концу 2010-х гг. графика нарымского диалекта устоялась, идёт процесс кодификации нарымской литературной нормы южноселькупского языка.
| А а | Ӓ ӓ | Б б | В в | Г г | Ӷ ӷ | Д д | Е е | Ё ё | Ж ж | Җ җ |
| З з | И и | И̇ и̇ | Й й | К к | Ӄ ӄ | Л л | М м | Н н | ӈ   | O o |
| Ӧ ӧ | П п | Р р | С с | Т т | У у | Ӱ ӱ | Ф ф | Х х | ӽ   | Ц ц |
| Ч ч | Ҷ ҷ | Ш ш | Щ щ | ъ   | Ы ы | ь   | Э э | Ю ю | Я я |     |

- Для обозначения долгих гласных используется горизонтальная черта над буквой (макрон).

- В многосложных словах принято ставить ударение. Ударение может не ставиться:

а) если существуют разные варианты постановки для одного слова (логе́ ~ ло́ге),
б) если нет уверенности в правильной постановке,
в) в стихотворных текстах при нарушении ударения ритмом,
г) если в слове есть долгий гласный (он всегда ударный).

## Лингвистическая характеристика

### Фонетика и фонология

#### Гласные
Каждый гласный, кроме нейтрального (шва), существует в кратком и долгом варианте.
|         | Передние                | Средние            | Задние                  |
| ------- | ----------------------- | ------------------ | ----------------------- |
| Верхние | и [i] ӣ [ī] ӱ [y] ӱ̄ [ȳ] | ы [ɨ] ы̄ [ɨ̄]        | у [u] ӯ [ū]             |
| Средние | э [e] э̄ [ē]             | (э безударное) [ə] | ӧ [œ] ӧ̄ [œ̄] о [o] о̄ [ō] |
| Нижние  | ӓ [æ] ӓ̄ [ǣ]             | а [a] а̄ [ā]        |                         |

#### Согласные
Курсивом выделены согласные, встречающиеся только в отдельных словах или у отдельных носителей (окказионально).
|             | Губно-губные | Зубные       | Латеральные | Палатальные      | Велярные     | Увулярные    |
| ----------- | ------------ | ------------ | ----------- | ---------------- | ------------ | ------------ |
| Взрывные    | p, pʲ, b, bʲ | t, tʲ, d, dʲ |             |                  | k, kʲ, g, gʲ | q, qʲ, ɢ, ɢʲ |
| Фрикативные | f, fʲ, v, vʲ | s, sʲ, z     |             | ʃ, ʒ             | h, hʲ        | ɣ, ɣʲ        |
| Аффрикаты   |              |              |             | t͡ʃ, d͡ʒ, t͡ʃʲ, d͡ʒʲ |              |              |
| Носовые     | m, mʲ        | n, nʲ        |             |                  | ŋ            |              |
| Плавные     |              | r, rʲ        | l           | lʲ               |              |              |
| Полугласные | w            |              |             | j                |              |              |

### Морфология

#### Имя существительное

###### Число
Единственное число не имеет окончаний и помимо прямого значения может также употребляться:
- а) с числительными и количественными наречиями:

кана́к «собака» – на́гур кана́к «три собаки»
аре́д «месяц» – куша́лда аре́д «несколько месяцев»
- б) в собирательном значении:

пӱха́й «бусы» – пӱха́й эда́ (эда́т) «бусы (бусины) висят»
ара́лҗэга «дедушка» – а́мдэл ӄоӈ ара́лҗэгатӄо ӄвэ́нба «царь за стариками пошёл»
- в) с парными объектами: хай «глаза», ӄо «уши», тоб «ноги», од «руки», тольҗь «лыжи» и т.д.

Двойственное число выражается окончанием -лаӷ, реже -ӷ.
Множественное число выражается окончанием -ла, реже -лат или -т.
анд «лодка»
а́ндлаӷ «две лодки»
а́ндла «лодки»
Окончание множественного числа -ла- ставится перед окончаниями принадлежности и падежей: то̄лаӷэт «на озёрах», а́ндлам «мои лодки».
*Также используются окончания -сэӷ и -сэт для выражения двойственного и множественного числа с названиями родственников:
тэбня́ «брат» – шэд тэбня́сэӷ «два брата»
нення́ «сестра» – тэт нення́сэт «четыре сестры»
пая́ «жена» – ара́ пая́сэӷ «муж с женой»

##### Падеж
| №   | Название                               | Вопрос                                         | Окончание    |
| 1.  | Родительный                            | Кого? чего? какой? чей?                        | -т           |
| 2.  | Винительный                            | Кого? что?                                     | -п           |
| 3.  | Дательно-направительный неодушевлённый | Куда? К чему?                                  | -нд          |
| 4.  | Дательно-направительный одушевлённый   | Кому? К кому? За кем?                          | -н           |
| 5.  | Местно-временной                       | Где? В чём? (для неодушевлённых)               | -ӷэт, -ӄэт   |
| 6.  | Местно-личный                          | У кого? (для одушевлённых)                     | -нан         |
| 7.  | Исходно-продольный                     | От, из, вдоль кого/чего? По кому/чему?         | -эутэ, -утэ  |
| 8.  | Орудийно-совместный                    | Кем? чем? С кем? с чем?                        | -ӽе, -хе     |
| 9.  | Лишительный                            | Без кого? Без чего?                            | -галк, -калк |
| 10. | Назначительно-превратительный          | Для, из-за, ради кого/чего? За чем? О ком/чём? | -тӄо         |

0. Именительный падеж не имеет окончания, это начальная форма (основа) существительного:
- а) обозначает субъект в предложении, отвечает на вопросы «кто? что?»: ӧт пӓрҷа́ «вода кипит», тэбэлӷу́п тӓрба́ «мужчина думает»
- б) употребляется с количественными наречиями, числительными и с глаголами «быть», «отсутствовать», обозначает время и расстояние: куша́лда аре́д «несколько месяцев»; мат шэд пот нынд варгэӽа́к «я два года здесь жил»; на́гур халҗ ҷа́җак «три километра еду»; ко́чек тортына́грэла (э̄ят/ча̄ӈгват) «много книг (есть/нет)».

1. Родительный падеж:
- а) отвечает на вопросы «кого? чего? чей?» и обозначает часть целого или принадлежность:

тыды́к «кедр» – тыды́т мо̄ла «ветки кедра»
лоӷа́ «лиса» – ло́ӷат тальҗь «хвост лисы»
- б) отвечает на вопрос «какой?» и обозначает признак:

маҗь «тайга» – ма́җет ӄуп «таёжный человек, человек тайги (охотник)»
чумбэнэ́ла «волки» – чумбэнэ́лат мил «волчья стая, стая волков»
ӄорӷ «медведь» – ӄо́рӷот пед «медвежья берлога»
- в) отвечает на вопрос «кем?» при передаче страдательного залога:

ӄвэл «рыба» – ӄвэлт ти̇́рэл то̄ла «озёра, полные рыбой» (букв. «рыбы полные озёра»)
Ном «Бог» – Номт а́улҗэл ҷвэ́ҷэла «Богом забытые земли» (букв. «Бога забытые земли»)
2. Винительный падеж отвечает на вопросы «кого? что?» и обозначает прямой объект действия (прямое дополнение):
армага́й «суп» – армага́йп по̄дэшпам «суп варю»
пӱ̄ «камень» – пӱ̄п ӄота́лбат «он кинул камень»
3. Дательно-направительный падеж для неодушевлённых существительных обозначает направление:
- а) отвечает на вопрос «куда?»: Ня́рэм «Нарым» – Ня́рэмэнд ҷа́җак «в Нарым еду»
- б) отвечает на вопрос «к чему?»: пылли́ «мост» – пылли́нд медэ́шпа «к мосту подходит»
- в) отвечает на вопрос «во что (на что)?»:

ҷан «кастрюля» – ҷа́нэнд ӧ́дэп ӄамҗа́дэт «в кастрюлю воду налили»
устолба́р «стол, столешница» – устолба́ронд «на стол»
- г) отвечает на вопросы «до чего? докуда?»:

чиб «конец» – ӄва́ҷэма́нҗэт чи́бэнд «до конца улицы»
петчо́нҗ «полночь» – петчонно́нҗ а̄мдэӽадэт «до полуночи они сидели»
4. Дательно-направительный падеж для одушевлённых существительных:
- а) отвечает на вопрос «кому?»: нення́ «сестра» – нення́н ӄадэмба́м «сестре рассказал я»
- б) отвечает на вопрос «к кому?»: нення́ «сестра» – нення́н ӱ́поҗяк «к сестре отправился я»
- в) отвечает на вопрос «на кого?»:

ара́ «муж» – таб ара́н квэ́дэмба «она на мужа сердится»
тэбня́ «брат» – нення́ тэбня́н пӱ̄нэт «сестра на брата похожа»
кӧв «косач, тетерев» – кана́к кӧ́вэн му́да «собака лает на косача»
- г) отвечает на вопрос «за кем?»:

нева́ «заяц» – кана́к нева́н кура́лешпа «собака за зайцем бежит»
кыбама́рла «дети» – а́уд кыбама́рлан квая́шпа «мать за детьми ухаживает».
5. Местно-временной падеж (только для неодушевлённых существительных) обозначает место или время:
- а) отвечает на вопрос «где?»:

ма̄т «дом» – ма̄тӄэт «до́ма»
олӷо́ла «льды» – олӷо́лаӷэт «во льдах»
- б) отвечает на вопрос «в чём?»:

чид «кузов» – чи́дэӷэт «в кузове»
ма̄т «дом» – ма̄тӄэт лыбва́тпа «в доме темно»
- в) отвечает на вопрос «на чём?»:

мо̄л «ветка» – мо̄лэӷэт «на ветке»
нӱр «луг» – нӱ́рэӷэт «на лугу»
- г) отвечает на вопрос «когда?»:

аре́д «месяц» – ка́жнэл аре́ӷэт «каждый месяц»
ну́челд «праздник» – ну́челӷэт «в праздник, по праздникам»
- д) отвечает на вопрос «по чему?» со значением «где?»:

харб «тропинка» – ха́рбэӷэт «по тропинке»
понҗӧ́мб «длина улицы» – понҗӧ́мбэӷэт «вдоль по улице»
э̄д «деревня» – варӷо́л э̄дэӷэт квая́шпы «председатель ходил по деревне».
6. Местно-личный падеж (только для одушевлённых существительных) отвечает на вопрос «у кого?»: ти̇́ӷэл ху́рула «птицы» – ти̇́ӷэл ху́руланан «у птиц».
7. Исходно-продольный падеж обозначает отправную точку, материал или поверхность:
- а) отвечает на вопросы «из чего?», «с чего?» в пространственном значении:

анд «лодка» – андо́утэ ҷанэмба́к «с лодки сошёл я»
ма̄т «дом» – ма̄тӄэутэ ӄвэ́нбак «из дома ушёл я»
тальҗь «хвост» – печа́ нырша́п та́льҗеутэ амба́т «щука ерша съела с хвоста»
- б) отвечает на вопрос «из чего?» в значении материала или сырья:

ӄоб «кожа» – ӄобо́утэ «из кожи»
чев «ягода черёмуха» – че́вэутэ «из ягоды черёмухи»
- в) отвечает на вопросы «от чего?», «откуда?», «от кого?»:

то̄ «озеро» – ватт то̄утэ э̄дэнд «дорога от озера к деревне»
аҗӱ́ка «бабушка по отцу», немби́ка «бабушка по матери» – аҗӱ́каутэ ӄвэ́нбак, немби́каутэ ӄвэ́нбак «я от бабушки по отцу ушёл, я от бабушки по матери ушёл»
- г) отвечает на вопросы «по чему?», «по кому?»:

ватт «дорога» – ватто́утэ ҷа́җак «по дороге иду (еду)»
чумбэнэ́ «волк» – хыгыдэ́ла чумбэнэ́утэ пахтэрна́дэт «блохи по волку прыгают».
8. Орудийно-совместный падеж обозначает инструмент действия, выражает значение русского предлога «с», а также применяется к средствам передвижения:
- а) отвечает на вопрос «чем?»:

ҷар «голос» – ҷа́рӽе «голосом»
моӷ «спина» – моӷо́ӽе «спиной»
хал «молоток» – ха́лӽе квэ́льҗелап каттэ́лҗэшпам «молотком гвозди забиваю»
- б) отвечает на вопросы «с кем?», «с чем?»:

нэ̄ «дочь» – ара́ онҗ нэ̄ӽе «старик со своей дочерью»
незо́ «лента» – на табе́к незо́ӽе квая́шпа «эта белка с лентой ходит»
- в) отвечает на вопрос «на чём?» и обозначает средство передвижения:

кыба́нд «обласок» (чунд «конь, лошадь», ӄа́эл «сани», ӄанҗ «нарта») – кыбандо́ӽе (чундэ́, ӄа́элӽе, ӄанҗэ́) ҷа́җэгу «на обласке (лошади, санях, нарте) ехать»
кана́ла «собаки» – кана́лаӽе та́дрешпам «на собаках везу» (букв. «собаками везу»).
9. Лишительный падеж отвечает на вопросы «без кого?», «без чего?»: ӄу́ла «люди» – ӄу́лагалк «без людей», шаӷ «соль» – ша́ӷгалк «без соли».
10. Назначительно-превратительный падеж обозначает причину и следствие, цель, выражает превращение и описание:
- а) отвечает на вопросы «за кем?», «за чем?», «по что?»:

ҷо́бор «ягода» – ҷобортӄо́ «по ягоду»
по̄ «дерево, дрова» – по̄тӄо «по дрова»
ӄвэл «рыба» – ӄвэ́лтӄо «за рыбой»
ара́лҗэга «дедушка» – а́мдэл ӄоӈ ара́лҗэгатӄо ӄвэ́нба «царь за стариками пошёл»
- б) отвечает на вопрос «на что?» в значении «для чего?»:

ӱт «вода» – ӄомдэ́п ӱ́тӄо мелдэ́ «на воду деньги даст»
ӄорӷ «медведь» – шэд тӓ́ӄӄэп о́ӄӄэр ӄо́рӷэтӄо ӣӽадэт «две пики на одного медведя брали»
ҷо́ла «брёвна», ле́вла «доски» – по̄лап ҷо́латӄо ай ле́влатӄо маҗэмба́дэт «деревья на брёвна и доски распилили»
- в) отвечает на вопросы «для кого?», «для чего?», «из-за кого?», «из-за чего?»:

фэ́рэмҗо «дождь» – фэ́рэмҗотӄо варӷ ӧт э̄ӽа «из-за дождей большая вода была»
амба́ «мама» – таб амба́тӄо тӧ́мба «он из-за (для, ради) матери приехал»
кве «берёза», ӄуп «человек» – тепт кве́тӄо, ӄай ӄу́тӄо кап «сок для берёзы, что человеку кровь»
мыга́ «игла» – мыга́тӄо чи́дэп ме̄мбам «для иглы коробку сделал я»
- г) отвечает на вопросы «о ком?», «о чём?», «про кого?», «про что?»:

нэ̄ «дочь» – та́бэт нэ̄тӄо ӄоштэгу́ кыга́к «о его дочери хочу узнать»,
ӣ «сын» – мат тэ́ка та́бэт ӣтӄо кадле́бе «я тебе о его сыне расскажу»
- д) отвечает на вопросы «кем стать?», «чем стать?», «в кого превратиться?»:

нэ̄ «дочь», пая́ «жена» – та́бэп нэ̄тӄо (пая́тӄо) ӣмбадэт «её в дочери (в жёны) взяли»
ӄуп «человек» – варӷ ма́җел ӄу́тӄо э̄ӽа «он был великим таёжным человеком (охотником)»
ӄо́ссы «подарок» – нап ма́җел ӄо́ссэтӄо ӄвэ́радэт «это дарами тайги называют»
- е) отвечает на вопрос «за что?» в значении цены: салква́ «рубль» – на́гур-тот салква́тӄо ме́ка та́бэп мерэлле́лт «за триста рублей мне его продайте».

- для родительного падежа -н: тоб «нога» – то́бэн ыл «подошва ноги»
- для винительного падежа -м: па́э «нож» – па́эм ӣмбадэт «они нож взяли»
- орудийно-совместный для видов транспорта -э́ (всегда под ударением):

анд «лодка» – андэ́ «на лодке»
чунд «конь, лошадь» – чундэ́ «на лошади»
ӄанҗ «нарта» – ӄанҗэ́ «на нарте».
Существует редкий исходный падеж: для неодушевлённых (откуда? от чего?) -ӷэндо, -ӄэндо, для одушевлённых (от кого?) -нандо, -ндо.
Исходный падеж для неодушевлённых существительных обозначает отправную точку или материал:
- а) отвечает на вопросы «от чего?», «откуда?», «из чего?» в значении отправной точки:

кыге́ «речка, река» – кыге́ӷэндо «из реки»
ӄваҷ «город» – ӄваҷо́ӷэндо «из города»
тэм «протока» – тэ́мэӷэндо ха́рбэӷэт ҷа́җак «от протоки по тропинке иду»
- б) отвечает на вопрос «с какого времени?»: ӄарт «утро» – ӄа́роӷэндо ӱ́дэт ҷанҗ «с утра до вечера»

- в) отвечает на вопрос «из чего?» в значении материала или сырья:

му́ӈгла «картошка» – му́ӈглаӷэндо «из картошки»
ле́вла «доски» – ле́влаӷэндо «из досок»
- г) отвечает на вопрос «перед чем?»: ма̄т «дом» – кана́к ма̄тӄэндо иппа́ «собака перед домом лежит».

Исходный падеж для одушевлённых существительных:
- а) отвечает на вопрос «от кого?»:

варӷо́л «начальник» – варӷо́лэндо «от начальника»
ӄу́ла «люди» – ӄу́ландо «от людей»
- б) отвечает на вопрос «перед кем?»:

кыбама́рла «дети» – кыбама́рландо лэ́раут «перед детьми поём»
ара́ «муж» – таб ара́ндо хайтка́йп хыпкле́шпыт «она перед мужем (от мужа) слёзы прятала»
- в) используется в сравнении:

ӄуп «человек» – ӄу́нандо варӷ печа́ «щука, величиной с человека» (букв. «от человека большая щука»
тэбня́ «брат» – нення́ тэбня́ндо на́гур пот варӷ э̄я «сестра старше брата на три года» – нення́ тэбня́ндо на́гур ханҗи́м пырӷ э̄я «сестра выше брата на три сантиметра»
Падеж -ндэгунҗя́лк со значением «кроме»:
пеҗь «топор» – о́ӄӄэр пе́җендэгунҗя́лк табэна́н ӄа́йнай ча́ӈгуӽа «кроме одного топора у него ничего не было
ӄэтпа́р «гора» – ми ӄа́ймнай а̄ ӄонҗэрху́т то́на ӄэтпа́рэндэгунҗя́лк «мы ничего не видели кроме той горы».
Падеж (послелог) -шаӈ (-шаӄ, -шал) со значением «по сколько-то», «с определённую меру», «с половину, вполовину», «приблизительно, примерно»:
пеле́ка «половина, сторона» – пеле́кашаӈ ватт моӷо́ӷэт калэмба́ «вполовину дороги за спиной осталось»
час «час» – тӧ̄квад ми̇́ӷнут ча́зат шаӄ а̄мдэҗегу! «приходите к нам с часок посидеть!»
Падеж (послелог) опти̇ (-нопти̇) со значением «с кем-то». Встречается чаще в васюганском диалекте: Лю́дканопти̇ «с Людкой».
| №   | чаб «лист» (неодушевлённое)                                | пеӄӄ «лось» (одушевлённое)                                                                |
| 1.  | ча́бэт «листа, листовой»                                    | пе́ӄӄэт «лося, лосиный»                                                                    |
| 2.  | ча́бэп «лист» (вижу что?)                                   | пе́ӄӄэп «лося» (вижу кого?)                                                                |
| 3.  | ча́бэнд «на лист, к листу»                                  |                                                                                           |
| 4.  |                                                            | пе́ӄӄэн «лосю, к лосю, за лосём (гнаться)»                                                 |
| 5.  | ча́бэӷэт «в листе, на листе»                                |                                                                                           |
| 6.  |                                                            | пе́ӄӄэнан «у лося»                                                                         |
| 7.  | ча́бэутэ «с листа, от листа, из листа»                      | пе́ӄӄэутэ «от лося, по лосю, из лося»                                                      |
| 8.  | ча́бӽе «листом, с листом»                                   | пе́ӄӄэӽе, пе́ӄӄхе «с лосём, лосём,»                                                         |
| 9.  | ча́бгалк «без листа»                                        | пе́ӄӄэгалк, пеӄӄ калк «без лося»                                                           |
| 10. | ча́бэтӄо «за листом (пойти)», «вместо листа», «из-за листа» | пе́ӄӄэтӄо «за лосём, на лося (пойти охотиться)», «лосём (стать)», «из-за лося», «для лося» |

| №   | ваҗь «мясо» (неодушевлённое)                                        | Надо́ль «Анатолий» (одушевлённое)                                   |
| 1.  | ва́җет «мяса, мясной»                                                | Надо́лет «Анатолия» (чей?)                                          |
| 2.  | ва́җеп «мясо» (вижу что?)                                            | Надо́леп «Анатолия» (вижу кого?)                                    |
| 3.  | ва́җенд «в мясо, на мясо, к мясу»                                    |                                                                    |
| 4.  |                                                                     | Надо́лен «Анатолию, к Анатолию»                                     |
| 5.  | ва́җеӷэт «в мясе»                                                    |                                                                    |
| 6.  |                                                                     | Надо́ленан «у Анатолия»                                             |
| 7.  | ва́җеутэ «из мяса, по мясу»                                          | Надо́леутэ «от Анатолия»                                            |
| 8.  | ваҗьӽе́ «мясом, с мясом»                                             | Надо́леӽе «с Анатолием»                                             |
| 9.  | ваҗьга́лк «без мяса»                                                 | Надо́легалк «без Анатолия»                                          |
| 10. | ваҗетӄо́ «за мясом (пойти)», «вместо мяса», «из-за мяса», «для мяса» | Надо́летӄо «за Анатолием (пойти)», «из-за Анатолия», «для Анатолия» |

| №   | то̄ «озеро»                                                 | кы́җа «муравей»                                                          |
| 1.  | то̄т «о́зера, озёрный»                                       | кы́җат «муравьиный, муравья (чей?)»                                      |
| 2.  | то̄п «озеро» (вижу что?)                                    | кы́җап «муравья» (вижу кого?)                                            |
| 3.  | то̄нд «на озеро, в озеро, к озеру»                          |                                                                         |
| 4.  |                                                            | кы́җан «муравью, к муравью, на муравья»                                  |
| 5.  | то̄ӷэт «в озере, на озере»                                  |                                                                         |
| 6.  |                                                            | кы́җанан «у муравья»                                                     |
| 7.  | то̄утэ «из озера, с озера, от озера, по озеру»              | кы́җаутэ «от муравья»                                                    |
| 8.  | то̄ӽе «озером, с озером»                                    | кы́җаӽе «муравьём, с муравьём»                                           |
| 9.  | то̄галк «без озера»                                         | кы́җагалк «без муравья»                                                  |
| 10. | то̄тӄо «для озера, из-за озера, об озере», «озером (стать)» | кы́җатӄо «для муравья», «муравьём (стать)», «из-за муравья», «о муравье» |

Ӱ́дып – тополь, ма̄т – дом, кана́к – собака, устолба́р – поверхность стола, столешница, анд – лодка, ӄанҗ – нарта.
Первая строка – множественное число.
| №     | ӱ́дып              | ма̄т               | кана́к     | устолба́р               | анд           | ӄанҗ            |
| мн.ч. | ӱ́дыла             | ма̄дла             | кана́ла    | устолба́рла             | а́ндла         | ӄа́нҗла          |
| 1.    | ӱ́дыт              | ма̄дэт             | кана́т     | устолба́рт              | а́ндэт         | ӄа́нҗэт          |
| 2.    | ӱ́дып              | ма̄дэп, ма̄доп      | кана́п     | устолба́рп              | а́ндэп         | ӄа́нҗэп          |
| 3.    | ӱ́дынд             | ма̄т, ма̄донд       |           | устолба́рт, устолба́ронд | андо́н, анно́нд | ӄанҗо́н, ӄанно́нҗ |
| 4.    |                   |                   | кана́н     |                        |               |                 |
| 5.    | ӱ́дыӷэт            | ма̄тӄэт            |           | устолба́рӷэт            | андо́ӷэт       | ӄанҗо́ӷэт        |
| 6.    |                   |                   | кана́нан   |                        |               |                 |
| 7.    | ӱ́дыутэ            | ма̄тӄэутэ, ма̄дэутэ | кана́утэ   | устолба́рэутэ           | андо́утэ       | ӄанҗо́утэ        |
| 8.    | ӱ́дыӽе, ӱ́дыпхе     | ма̄тхе, ма̄дэӽе     | кана́ӽе    | устолба́рӽе             | андэӽе́        | ӄанҗэӽе́         |
| 9.    | ӱ́дыгалк, ӱ́дыпкалк | ма̄ткалк           | кана́кка́лк | устолба́ргалк           | андга́лк       | ӄанҗга́лк        |
| 10.   | ӱ́дытӄо            | ма̄дэтӄо           | кана́тӄо   | устолба́ртӄо            | а́ндэтӄо       | ӄа́нҗэтӄо        |

##### Притяжательность
В основном используются окончания единственного числа («мой», «твой», «его/её»). Остальные окончания используются крайне редко. Ӄоӈгре́т – телефон.
| Мой       | -м         | ӄоӈгре́тэм «мой телефон»        |
| Твой      | -л         | ӄоӈгре́тэл «твой телефон»       |
| Его/её    | -т         | ӄоӈгре́тэт «его/её телефон»     |
| Наш двоих | -ми̇        | ӄоӈгре́тэми̇ «наш двоих телефон» |
| Ваш двоих | -ли̇        | ӄоӈгре́тэли̇ «ваш двоих телефон» |
| Их двоих  | -ди̇        | ӄоӈгре́тэди̇ «их двоих телефон»  |
| Наш       | -ут        | ӄоӈгре́тэут «наш телефон»       |
| Ваш       | -лт, -элт  | ӄоӈгре́тэлт «ваш телефон»       |
| Их        | -дэт, -дэ- | ӄоӈгре́тэдэт «их телефон»       |

###### Лично-притяжательное склонение
Исторически существовало лично-притяжаительное склонение во всех лицах и числах. В современном языке ограниченно (достаточно редко) используется лично-притяжательное склонение 3-го лица единственного числа (таб «он, она, оно») для всех лиц и чисел.
| №   | Вопрос                                         | Окончание      |
| 1.  | Кого? чего? какой? чей?                        | -нд            |
| 2.  | Кого? что?                                     | -мд            |
| 3.  | Куда? К чему? (для неодушевлённых)             | -ӷэнд, -ӄэнд   |
| 4.  | Кому? К кому? За кем? (для одушевлённых)       | -ӷэн, -ӄэн     |
| 5.  | Где? В чём? (для неодушевлённых)               | -ӷэнд, -ӄэнд   |
| 6.  | У кого? (для одушевлённых)                     | -нднан         |
| 7.  | От, из, вдоль кого/чего? По кому/чему?         | -ӷэутэ, -ӄэутэ |
| 8.  | Кем? чем? С кем? с чем?                        | -ндэ           |
| 9.  | Без кого? Без чего?                            | -ндгалк        |
| 10. | Для, из-за, ради кого/чего? За чем? О ком/чём? | -ндӷо          |

| №   | тэ́домым/тэ́домыл/тэ́домыт… «моя/твоя/его/… одежда, вещи» (неодушевлённое) | кы́скам/кы́скал/кы́скат «моя/твоя/его/… кошка» (одушевлённое) |
| 1.  | тэ́домынд «его одежды»                                                   | кы́сканд «его кошки»                                        |
| 2.  | тэ́домымд «его одежду»                                                   | кы́скамд «его кошку»                                        |
| 3.  | тэ́домыӷэнд «в его одежду, к его одежде»                                 |                                                            |
| 4.  |                                                                         | кы́скаӷэн «к его кошке, его кошке»                          |
| 5.  | тэ́домыӷэнд «в его одежде»                                               |                                                            |
| 6.  |                                                                         | кы́сканднан «у (его) коровы»                                |
| 7.  | тэ́домыӷэутэ «из его одежды»                                             | кы́скаӷэутэ «от его кошки»                                  |
| 8.  | тэ́домындэ «с его одеждой»                                               | кы́скандэ «с его кошкой»                                    |
| 9.  | тэ́домындгалк «без его одежды»                                           | кы́скандгалк «без его кошки»                                |
| 10. | тэ́домындӷо «за его одеждой»                                             | кы́скандӷо «для его кошки»                                  |

#### Послелог
Послелоги в нарымском диалекте делятся на классы несерийных (имеющих только одну форму) и серийных (принимающих окончания пространственных падежей: дательно-направительного, местно-временного, исходного, продольного, исходно-продольного). Примеры:
таре́ «как, наподобие, по-» (несерийный послелог): нева́т таре́ пахтэрна́ «как заяц (по-заячьи) прыгает»;
пар «верх, поверхность» (основа серийного послелога): па́ронд «на что-то», па́роӷэт «на чём-то» па́роутэ «с чего-то, по чему-то», па́роӷэндо «с чего-то».
| Основа                                 | 3. -нд «куда?»                                        | 5. -ӷэт «где»                                 | 7. -эутэ «из, по, от»                                    | *-ӷэндо «из, от»                                   |
| пар «верх, поверхность»                | па́ронд «на что-то»                                    | па́роӷэт, па́рот, па́рӷон ~ па́рӷэн «на чём-то»   | па́рэутэ ~ па́роутэ «с чего-то, по чему-то»                | па́роӷэндо «с чего-то»                              |
| ыл «низ, дно»                          | ы́лонд «под что-то»                                    | ы́лоӷэт, ы́лгын «под чем-то»                    | ы́лэутэ «из-под чего-то, понизу чего-то»                  | ы́лоӷэндо «из-под чего-то»                          |
| ӄӧ̄ «бок»                               | ӄӧ̄нд «в сторону чего-то»                              | ӄӧ̄ӷэт «около, у чего-то»                      | ӄӧ̄утэ «по стороне чего-то, со стороны чего-то»           | ӄӧ̄ӷэндо «со стороны чего-то»                       |
| чонҗ «середина (в продольном разрезе)» | чонно́нҗ «в середину, к середине, до середины чего-то» | чонҗо́ӷэт «посреди, в середине чего-то»        | чонҗо́утэ «с середины, из середины, по середине чего-то»  | чонҗо́ӷэндо «с середины, из середины чего-то»       |
| пуҗь «полное нутро»                    | пуҗӧ́нд «внутрь чего-то»                               | пуҗӧ́ӷэт «внутри чего-то»                      | пуҗӧ́утэ «изнутри, по внутренней части чего-то»           | пуҗӧ́ӷэндо «изнутри чего-то»                        |
| шӱньҗь «пустое нутро»                  | шӱнне́нҗ «внутрь чего-то»                              | шӱньҗе́ӷэт «внутри чего-то»                    | шӱньҗе́утэ «изнутри, по внутренней части чего-то»         | шӱньҗе́ӷэндо «изнутри чего-то»                      |
| топ «край, берег»                      | томн «к берегу, на край, к краю чего-то»              | томно́ӷэт «на берегу, на краю, с краю чего-то» | то́мутэ «по берегу, по краю, с края, от края чего-то»     | то́пӄэндо «с берега, с края, от края чего-то»       |
| моӷ «спина»                            | моӷо́нд «за что-то»                                    | моӷо́ӷэт «за чем-то»                           | моӷо́утэ «по задней части чего-то, из-за чего-то»         | моӷо́ӷэндо «из-за чего-то, от задней части чего-то» |
| чиб «конец»                            | чи́бэнд «на конец, к концу чего-то»                    | чи́бэӷэт «в конце, на конце чего-то»           | чи́бэутэ «по концу, с конца чего-то»                      | чи́бэӷэндо «от конца, с конца чего-то»              |
| *уг «кончик, передняя часть, клюв»     | у́гэнд «на переднюю часть чего-то»                     | у́гэӷэт «на, в передней части чего-то»         | у́гэутэ «с, по передней части чего-то»                    | у́гэӷэндо «от, с передней части чего-то»            |
| *ха́лгэ «центр»                         | ха́лгэнд «в центр чего-то»                             | ха́лгэӷэт «в центре чего-то»                   | ха́лгэутэ «по центру, из центра чего-то»                  | ха́лгэӷэндо «от, с, из центра чего-то»              |
| *плека́ «половина, сторона»             | плека́нд «в какую-то сторону»                          | плека́ӷэт, плека́т «в какой-то стороне»         | плека́утэ «по какой-то стороне, от/из/с какой-то стороны» | плека́ӷэндо «от/из/с какой-то стороны»              |
| *таӄ ~ таӷ «корма лодки»               | таӄт «на корму»                                       | та́ӷэӷэт «на корме»                            | та́ӷэутэ «по корме, с кормы»                              | та́ӷэӷэндо «с кормы, от кормы»                      |
| *ӄат «лоб»                             | ӄатт «(поставить) перед чем-то»                       | ӄа́тӄэт «(стоять) перед чем-то»                | ӄа́тэутэ «спереди чего-то (понести)»                      | ӄа́тӄэндо «спереди чего-то (понести)»               |

#### Производные прилагательные
К прилагательным и причастиям не добавляются окончания чисел, принадлежности и падежей.
Прилагательные могут образовываться от основ существительных и глаголов путём добавления окончания -л (реже -ӷэл, -ӽэл, -дэл):
тар «шерсть» – та́рэл «шерстяной»; ӄвэл «рыба» – ӄвэ́лэл «рыбный»; тӓну́гу «знать, уметь» – тӓну́ӽэл «умный», ӄвеҗь «красота, покой» – ӄве́җедэл, ӄве́җел «красивый».

##### Прилагательные и причастия обладания и необладания
Образуются от существительных (редко от глаголов).
Прилагательные обладания: «имеющий что?», окончания -ӽул (-хул, -фул, -ӽэл). Прилагательные необладания: «не имеющий чего?», окончания -ӷэдэл, -ӄэдэл.
Тар «шерсть» – та́рӽул «шерстистый, шерстяной» – та́рӷэдэл «лысый, без шерсти».
Ор «физическая сила» – орӽу́л «сильный» – о́рӷэдэл «бессильный, слабый».

##### Местные прилагательные
Образуются от существительных, отвечают на вопрос «находящийся где?», окончания -ӷэл, -ӄэл: маҗь «тайга» – маҗӧ́ӷэл «таёжный; тот, что в тайге»; ма̄т «дом» – ма̄тӄэл «домашний; тот, что в доме».

##### Уменьшительно-ласкательные прилагательные
Суффиксы -льҗига, -җика, -чега, -ка: кыба́ «маленький» – кыбы́льҗига «малюсенький», чаӷ «белый» – ча́ӷэҗика «беленький, беловатый», ӄа̄вка «короткий» – ӄа́учега «коротенький», чумб «длинный» – чу́мбэка «длинненький».
Суффиксы -чка, -чӄэл выражают ослабление признака: чумб «длинный» – чу́мбэчка «длинноватый», нярӷ «красный» – ня́рӷэчӄэл «красноватый».

##### Степени сравнения прилагательных
Сравнительная степень образуется с помощью:
- а) суффикса -лаӷ: варӷ «большой» – варӷэла́ӷ «больше»
- б) суффикса -ея (-ее, -эя): фа «хороший», ӄве́җел «красивый» – а̄ ӄоле́ндэ ӄве́җея, а̄ ӄоле́ндэ фа́ее «не найдёшь красивее, не найдёшь лучше»; ӄа̄вка «короткий» – ӄа̄вкэя «короче»
- в) использования существительного в исходном падеже (возможен также суффикс -лаӷ на прилагательном): варӷ «большой», тэбня́ «брат» – нення́ тэбня́ндо на́гур пот варӷ (варӷэла́ӷ) э̄я «сестра старше брата на три года»

Превосходная степень образуется с помощью использования существительного в исходном падеже и добавления при необходимости прилагательных ха̄л «самый» и му́ндэл «весь»: таб ха̄л варӷ му́ндэл ӄу́ландо э̄я «он самый старший из всех людей».

#### Прилагательные в функции сказуемого
Прилагательные могут использоваться вместо глаголов в предложениях и принимать глагольные окончания.
| мат «я»          | -еяк, -эяк           | тав «вот, этот» – мат таве́як «я здесь»                                               |
| тат «ты»         | -еянд, -эянд         | пырӷ «высокий» – тат пырӷе́янд «ты высокий»                                           |
| таб «он, она»    | -ек, -эк, -эӈ        | чумб «длинный» – ватт чумбе́к «дорога длинная»                                        |
| ми «мы двое»     | -еяй, -эяй           | тӓну́ӽэл «умный» – ми тӓну́ӽэяй «мы двое умные»                                        |
| ти̇ «вы двое»     | -еяли, -эяли         | ӱҷэҗе́л «молодой» – ти̇ ӱҷэҗе́яли «вы двое молодые»                                     |
| табья́ «они двое» | -еяӷ, -эяӷ           | хаҷме́л «тяжёлый» – кожа́лаӷ хаҷме́яӷ «две сумки тяжёлые»                               |
| ми «мы»          | -еяут, -эяут         | коч «многий» – ми коче́яут «нас много (букв. «мы – многие»)                           |
| ти̇ «вы»          | -еялт, -эялт         | варӷ «большой» – ти̇ варӷэ́ялт «вы большие»                                            |
| табла́ «они»      | -еядэт, -еят, -эядэт | нынд кыбама́рла коче́ят (коч э̄ят) «здесь много детей» (букв. «здесь дети многие есть») |

#### Глагол

##### Изъявительное наклонение

###### Настоящее время
|                 | Единственное число | Единственное число | Двойственное число | Множественное число |
| субъектное спр. | объектное спр.     |                    | Двойственное число | Множественное число |
| 1 лицо          | -ак «я»            | -ам «я»            | -ай «мы двое»      | -аут «мы»           |
| 2 лицо          | -анд «ты»          | -ал «ты»           | -али «вы двое»     | -алт «вы»           |
| 3 лицо          | -а «он, она, оно»  | -ат «он, она, оно» | -аӷ «они двое»     | -адэт, -ат «они»    |

| Субъектное спряжение: лэ́ргу «петь» | Объектное спряжение: варгу́ «держать» |
| мат лэ́рак «я пою»                  | мат вара́м «я держу»                  |
| тат лэ́ранд «ты поёшь»              | тат вара́л «ты держишь»               |
| таб лэ́ра «он, она поёт»            | таб вара́т «он, она держит»           |
| ми лэ́рай «мы двое поём»            | ми вара́й «мы двое держим»            |
| ти̇ лэ́рали «вы двое поёте»          | ти̇ вара́ли «вы двое держите»          |
| табья́ лэ́раӷ «они двое поют»        | табья́ вара́ӷ «они двое держат»        |
| ми лэ́раут «мы поём»                | ми вара́ут «мы держим»                |
| ти̇ лэ́ралт «вы поёте»               | ти̇ вара́лт «вы держите»               |
| табла́ лэ́радэт «они поют»           | табла́ вара́дэт «они держат»           |

###### Прошедшее время
Прошедшее время образуется с помощью суффикса -ӽ- (-х-) перед личным окончанием.
|                 | Единственное число          | Единственное число             | Двойственное число | Множественное число |
| субъектное спр. | объектное спр.              |                                | Двойственное число | Множественное число |
| 1 лицо          | -ӽак «я»                    | -ӽам «я»                       | -ӽай «мы двое»     | -ӽаут «мы»          |
| 2 лицо          | -ӽанд «ты»                  | -ӽал «ты»                      | -ӽали «вы двое»    | -ӽалт «вы»          |
| 3 лицо          | -ӽа, -ӽы, -ы «он, она, оно» | -ӽат, -ӽыт, -ыт «он, она, оно» | -ӽаӷ «они двое»    | -ӽадэт, -ӽат «они»  |

| Субъектное спряжение: лэ́ргу «петь» | Объектное спряжение: варгу́ «держать»    |
| мат лэ́рӽак «я пел»                 | мат варэӽа́м «я держал»                  |
| тат лэ́рӽанд «ты пел»               | тат варэӽа́л «ты держал»                 |
| таб лэ́рӽа, лэ́ры «он пел, она пела» | таб варэӽы́т, вары́т «он держал, держала» |
| ми лэ́рӽай «мы двое пели»           | ми варэӽа́й «мы двое держали»            |
| ти̇ лэ́рӽали «вы двое пели»          | ти̇ варэӽа́ли «вы двое держали»           |
| табья́ лэ́рӽаӷ «они двое пели»       | табья́ варэӽа́ӷ «они двое держали»        |
| ми лэ́рӽаут «мы пели»               | ми варэӽа́ут «мы держали»                |
| ти̇ лэ́рӽалт «вы пели»               | ти̇ варэӽа́лт «вы держали»                |
| табла́ лэ́рӽадэт «они пели»          | табла́ варэӽа́дэт «они держали»           |

В текстах-повествованиях о прошлом вместо суффикса -ӽ- может использоваться суффикс -мб-: ӄанду́к чумэлӷу́ла варгэмба́дэт «как селькупы жили».

###### Будущее время
|                 | Единственное число | Единственное число        | Двойственное число | Множественное число |
| субъектное спр. | объектное спр.     |                           | Двойственное число | Множественное число |
| 1 лицо          | -лаге «я»          | -лебе «я»                 | -лай «мы двое»     | -лут «мы»           |
| 2 лицо          | -лендэ «ты»        | -ле «ты»                  | -ли «вы двое»      | -лалт «вы»          |
| 3 лицо          | -ла «он, она, оно» | -ладэ, -лдэ«он, она, оно» | -лаӷ «они двое»    | -ладэ, -лдэ «они»   |

| Субъектное спряжение: лэ́ргу «петь» | Объектное спряжение: варгу́ «держать»         |
| мат лэ́рлаге «я буду петь»          | мат варле́бе «я буду держать»                 |
| тат лэ́рлендэ «ты будешь петь»      | тат варле́ «ты будешь держать»                |
| таб лэ́рла «он, она будет петь»     | таб варла́дэ, варэлдэ́ «он, она будет держать» |
| ми лэ́рлай «мы двое будем петь»     | ми варла́й «мы двое будем держать»            |
| ти̇ лэ́рли «вы двое будете петь»     | ти̇ варли́ «вы двое будете держать»            |
| табья́ лэ́рлаӷ «они двое будут петь» | табья́ варла́ӷ «они двое будут держать»        |
| ми лэ́рлут «мы будем петь»          | ми варлу́т «мы будем держать»                 |
| ти̇ лэ́рлалт «вы будете петь»        | ти̇ варла́лт «вы будете держать»               |
| табла́ лэ́рладэ «они будут петь»     | табла́ варла́дэ «они будут держать»            |

Будущее время также может выражать обычно совершаемое действие: то̄нд тӧ́лаге, по́ӄӄоп ӄэ́нҗлебе «приду на озеро, поставлю сеть».

##### Повелительное наклонение
Перед окончаниями повелительного наклонения могут вставляться звуки -й- или -в-: э̄гу «быть» – э̄йи «пусть будет», тӧ̄гу «прийти» – тӧ̄йи, тӧ̄вея «пусть придёт»
Окончания:
|                  | Субъектное спряжение | Объектное спряжение |
| тат «ты»         | -ленд, -к, -ш, -шк   | -лел, -т, -д        |
| таб «он, она»    | -и̇, -и, -ия          | -и̇мд                |
| ти̇ «вы двое»     | -ли                  |                     |
| табья́ «они двое» | -и̇яӷ                 |                     |
| ти̇ «вы»          | -лелт, -элт, -алт    |                     |
| табла́ «они»      | -и̇ят                 | -и̇ямд               |

|                  | Субъектное спряжение            | Объектное спряжение           |
| тат «ты»         | важле́нд, важэ́ш «вставай»        | тавле́л «купи»                 |
| таб «он, она»    | важи̇́ «пусть встанет»            | тави̇́мд «пусть купит»          |
| ти̇ «вы двое»     | важли́ «встаньте вы двое»        | тавли́ «купи́те вы двое»        |
| табья́ «они двое» | важи̇́яӷ «пусть они двое встанут» | тави̇́яӷ «пусть они двое купят» |
| ти̇ «вы»          | важэ́лт «встаньте»               | тавэ́лт «купи́те»               |
| табла́ «они»      | важи̇́ят «пусть они встанут»      | тави̇́ямд «пусть они купят»     |

##### Желательное наклонение (оптатив)
Желательное наклонение переводится на русский язык глаголом «хотеть» (реже «мочь», «желать», словом «надо») и выражается суффиксом перед личным окончанием:
- а) -нҗ-, если основа глагола оканчивается на гласный: тӧ̄гу «прийти» – тӧ́нҗак «я хочу прийти»
- б) -ҷ-, если основа глагола оканчивается на -т (при этом сама -т выпадает) или -р: ӄватку́ «добыть» – ӄваҷа́т «он хочет добыть»; у́ргу «плавать» – у́рҷак «я хочу плавать»
- в) -җ-, если основа глагола оканчивается на -м или -р: амгу́ «съесть» – амҗа́м «я хочу съесть»; у́ргу «плавать» – у́рҗак «я хочу плавать»
- г) -җэнҗ-, если основа глагола оканчивается на -л: ӄота́лгу «бросить» – ӄота́лҗэнҗадэт «они хотят бросить»
- д) -энҗ- (-енҗ-), если основа глагола оканчивается на остальные согласные (твёрдые или мягкие): лэ́ргу «петь» – лэ́рэнҗак «я хочу петь»; ӱ́поҗегу «отправиться» – ӱ́поҗенҗаут «мы хотим отправиться». При этом -ӈ в глаголах на -ӈгу выпадает: мерэӈгу́ «продать» – мерэнҗа́й «нам-двоим надо продать».

При спряжении с суффиксом -нҗ- (-энҗ-, -енҗ-) форма 2-го лица единственного числа субъектного спряжения («ты») выглядит следующим образом: -нанҗ.
| Субъектное спряжение: ӱ́поҗегу «отправиться»  | Объектное спряжение: ӄватку́ «добыть» |
| мат ӱ́поҗенҗак «я хочу отправиться»           | мат ӄваҷа́м «я хочу добыть»           |
| тат ӱ́поҗенанҗ «ты хочешь отправиться»        | тат ӄваҷа́л «ты хочешь добыть»        |
| таб ӱ́поҗенҗа «он, она хочет отправиться»     | таб ӄваҷа́т «он, она хочет добыть»    |
| ми ӱ́поҗенҗай «мы двое хотим отправиться»     | ми ӄваҷа́й «мы двое хотим добыть»     |
| ти̇ ӱ́поҗенҗали «вы двое хотите отправиться»   | ти̇ ӄваҷа́ли «вы двое хотите добыть»   |
| табья́ ӱ́поҗенҗаӷ «они двое хотят отправиться» | табья́ ӄваҷа́ӷ «они двое хотят добыть» |
| ми ӱ́поҗенҗаут «мы хотим отправиться»         | ми ӄваҷа́ут «мы хотим добыть»         |
| ти̇ ӱ́поҗенҗалт «вы хотите отправиться»        | ти̇ ӄваҷа́лт «вы хотите добыть»        |
| табла́ ӱ́поҗенҗадэт «они хотят отправиться»    | табла́ ӄваҷа́дэт «они хотят добыть»    |

##### Сослагательное наклонение
Сослагательное наклонение переводится на русский язык частицей «бы» и выражается суффиксом -нэ- перед личным окончанием, при этом окончания немного изменяются (выпадает -а-):
|                 | Единственное число | Единственное число  | Двойственное число | Множественное число |
| субъектное спр. | объектное спр.     |                     | Двойственное число | Множественное число |
| 1 лицо          | -нэк «я»           | -нэм «я»            | -нэй «мы двое»     | -нэут «мы»          |
| 2 лицо          | -нэнд «ты»         | -нэл «ты»           | -нэли «вы двое»    | -нэлт «вы»          |
| 3 лицо          | -нэ «он, она, оно» | -нэт «он, она, оно» | -нэӷ «они двое»    | -нэдэт, -нэт «они»  |

| Субъектное спряжение: о́ӷолҗэгу «научиться» | Объектное спряжение: пяргу́ «пожарить» |
| мат о́ӷолҗэнэк «я бы научился»              | мат пярнэ́м «я бы пожарил»             |
| тат о́ӷолҗэнэнд «ты бы научился»            | тат пярнэ́л «ты бы пожарил»            |
| таб о́ӷолҗэнэ «он бы научился»              | таб пярнэ́т «он бы пожарил»            |
| ми о́ӷолҗэнэй «они двое научились бы»       | ми пярнэ́й «мы двое пожарили бы»       |
| ти̇ о́ӷолҗэнэли «вы двое научились бы»       | ти̇ пярнэ́ли «вы двое пожарили бы»      |
| табья́ о́ӷолҗэнэӷ «они двое научились бы»    | табья́ пярнэ́ӷ «они двое пожарили бы»   |
| ми о́ӷолҗэнэут «мы бы научились»            | ми пярнэ́ут «мы бы пожарили»           |
| ти̇ о́ӷолҗэнэлт «вы бы научились»            | ти̇ пярнэ́лт «вы бы пожарили»           |
| табла́ о́ӷолҗэнэт «они бы научились»         | табла́ пярнэ́дэт «они бы пожарили»      |

#### Деепричастие
Деепричастие обозначает добавочное действие в предложении, тогда как глагол выражает основное действие.
Суффиксы деепричастий добавляются к основе глагола.

##### Деепричастия одновременного действия
Отвечают на вопрос «что делая?», обозначают действие, которое происходит одновременно с основным, и образуются с помощью суффикса -ле (-лле, если основа оканчивается на гласный):
ҷа́җэгу «идти» – ҷа́җле ӄэ́мбэрӽап ӱнголҗэ́шпам «идя (на ходу), музыку слушаю» (=я иду и слушаю музыку)
ӄулва́тпэгу «говорить, разговаривать» – ӄулва́тпле у́җя «разговаривая, работает (=она говорит и работает)».
Если глагол относится к совершенному виду, деепричастие отвечает на вопрос «что сделав?» в соответствие с видом:
омдэгу́ «сесть» – омдле́ лаво́лешпалт «сев, хлебайте (=сядьте и хлебайте)»
мерэгу́ «продать» – ӄвэлп мерэлле́ ме́ка ӄоӈгре́тэмблел «рыбу продав, мне позвони (=рыбу продай и мне позвони)».
Деепричастия одновременного действия используются в конструкциях с глаголами ӄвэ́тэгу, кватта́лҗэмбэгу, тытыгу́ и другими со значениями «начать, начинать, начаться, начинаться», с глаголом малҷэгу́ «закончить» и с глаголом опто́җембэгу «кончиться дождю»:
фэ́рэмҗэгу «идти дождю» – фэ́рэмҗле ӄватта́лҗэмба (опто́җемба) «дождь начался (кончился)»
таб тара́ о̄ӷолҗэшпле ӄвэ́тэмба (малҷэмба́) «она ещё не начала (кончила) учиться».

##### Деепричастия последовательного действия
Отвечают на вопрос «что сделав?», обозначают действие, которое произошло перед основным, и образуются с помощью суффикса -левле:
кольчегу́ «заметить» – ми́жут кольчле́вле медэмба́ «нас заметив, подошёл (=нас заметил и потом подошёл)»
фэ́шӄэлҗэгу «отдохнуть» – фэ́шӄэлҗлевле у́җетэнд па́ралба «отдохнув, он на работу вернулся (=он отдохнул и потом на работу вернулся».

##### Деепричастия неслучившегося действия (отрицательная форма деепричастий)
Вопрос «что не сделав?», окончание -гунҗялк: авэргу́ «есть, кушать» – авэргунҗя́лк «не поев, голодом, натощак», ӄондэгу́ «спать» – ӄондэгунҗя́лк «не спав, без сна».

#### Причастие
Причастие отвечает на вопрос «какой?» («какая? и т.д.) и образуется от основы глагола, как и производные прилагательные: натӄэлбэгу́ «вытереть» – на́тӄэлбэл «протёртый».
При необходимости различаются действительные и страдательные причастия настоящего и прошедшего времени:
|                 | действительные | страдательные  |
| настоящее время | -дэл, -тэл     | -ндэл          |
| прошедшее время | -мбэл, -мбэдэл | -мэндэл, -ндэл |

варгэгу́ «жить» – ва́ргэдэл «живущий» – ва́ргэндэл «жилой, обитаемый» – ва́ргэмбэл «живший» – ва́ргэмэндэл «бывший жилым, обитаемым»
о́ӷолҗэшпэгу «учить, учиться» – о́ӷолҗэшпэдэл «учащийся» – о́ӷолҗэшпэндэл «учащий» – о́ӷолҗэшпэмбэл «учившийся» – о́ӷолҗэ́шпэмэндэл «учивший»
По временам не различаются причастия, образованные от глаголов совершенного вида:
ӄватпэгу́ «добыть, убить» – ӄва́тпэдэл «добывающий, промышляющий» – ӄва́тпэндэл «добытый, убитый, смертный».

#### Наречие
Наречие отвечает на вопрос «как?» и выражается суффиксом -к (-ӄ, -ӈ): ныльҗи́ «такой» – ны́льҗик «так», фа «хороший» – фаӈ ~ фаӄ «хорошо».

##### Сравнительная степень наречий
Выражается с помощью суффиксов -лаӷ, -чкалаӷ, -чга́лаӷэӄ:
ӄунда́ӄӄэт «далеко» – ӄунда́ӄӄлаӷ «дальше, подальше»
няннэ́ «вперёд» – няннэ́лаӷ «подальше»
кыба́ «маленький» – мат шэд пот кыбачга́лаӷэк танна́ндо э̄як «я старше тебя на два года»
пырӷ «высокий» – тат на́гур ханҗи́м пы́рӷычга́лаӷ манна́ндо э̄янд «ты на три сантиметра меня выше».

##### Пространственные наречия
Как и пространственные послелоги, такие наречия изменяются по пространственным падежам, при этом форма дательно-направительного падежа «куда?» выступает основой (за исключением наречия ӄунда́ӄӄэт «далеко»).
| Основа                            | 5. -ӷэт «где»                      | 7. -эутэ «из, по, от»                   | *-ӷэндо «из, от»                            |
| по̄нэ «наружу, на улицу»           | по̄нэӷэт «снаружи, на улице»        | по̄нэутэ «с улицы, по улице»             | по̄нэӷэндо «с улицы»                         |
| хугулҗэ́, хулҗэ́ «домой, назад»     | хугулҗэ́ӷэт, хулҗэ́ӷэт «до́ма»        | хугулҗэ́утэ, хулҗэ́утэ «из дома, по дому» | хугулҗэ́ӷэндо, хулҗэ́ӷэндо «из дома»          |
| ӄонэ́ «на берег, от воды, с огня»  | ӄонэ́ӷэт «на берегу»                | ӄонэ́утэ «с берега, по берегу»           | ӄонэ́ӷэндо «с берега, от берега, из берегов» |
| ӄаре́ «к воде, под гору, на огонь» | ӄаре́ӷэт «под горой, на огне»       | ӄаре́утэ «с горы, понизу»                | ӄаре́ӷэндо «из-под горы, с горы»             |
| няннэ́ «вперёд»                    | няннэ́ӷэт «впереди, спереди»        | няннэ́утэ «с, по передней части»         | няннэ́ӷэндо «с, от передней части»           |
| моӷонэ́ «назад»                    | моӷонэ́ӷэт, моӷо́ӷэт «сзади, позади» | моӷонэ́утэ, моӷо́утэ «из-за»              | моӷонэ́ӷэндо «из-за»                         |
| эннэ́ «вверх, наверх»              | эннэ́ӷэт «вверху, наверху»          | эннэ́утэ «сверху, поверху»               | эннэ́ӷэндо «сверху»                          |
| элле́ «вниз, книзу»                | элле́ӷэт «внизу»                    | элле́утэ «снизу, понизу»                 | элле́ӷэндо «снизу»                           |
|                                   | ӄунда́ӄӄэт «далеко, давно»          | ӄунда́ӄӄэутэ «издалека, издавна»         | ӄунда́ӄӄэӷэндо «издалека, издавна»           |

#### Личные местоимения
| мат | «я»          |       |            | ми    | «мы»  |
| тат | «ты»         |       |            | ти̇    | «вы»  |
| таб | «он/она/оно» | табья́ | «они двое» | табла́ | «они» |

Для неодушевлённых предметов используется местоимение на «это» вместо таб.
| №   | мат «я»                                | тат «ты»                              | таб «он/она/оно»                                                    |
| 1.  | мат, ман «мой»                         | тат, тан «твой»                       | та́бэт, та́бэтэн «его, её (чей?)»                                     |
| 2.  | ма́шэк «меня (вижу кого?)»              | та́шэнд, та́штып «тебя (вижу кого?)»    | та́бэп «его, её (вижу кого?)»                                        |
| 4.  | ме́ка «мне, ко мне»                     | тэ́ка «тебе, к тебе»                   | та́бэн «ему, ей, к нему, к ней»                                      |
| 6.  | манна́н «у меня»                        | танна́н «у тебя»                       | табэна́н «у него, у неё»                                             |
| 7.  | манна́ндо «от меня»                     | танна́ндо «от тебя»                    | табэна́ндо «от него, от неё»                                         |
| 8.  | массэ́ «со мной»                        | тассэ́ «с тобой»                       | табӽе́ «с ним, с ней»                                                |
| 9.  | матка́лк «без меня»                     | татка́лк «без тебя»                    | табэга́лк «без него, без неё»                                        |
| 10. | ма́тӄо «обо мне, для/вместо/из-за меня» | та́тӄо «о тебе, для/вместо/из-за тебя» | табэтӄо́ «о нём, о ней, для/вместо/из-за него, для/вместо/из-за неё» |

| №   | ми «мы»                             | ти̇ «вы»                                       |
| 1.  | ми, ми́нал, ми́надэл «наш»            | ти̇, ти̇́нал, ти̇́надэл «ваш»                      |
| 2.  | ми́жут, ми̇́ӷнут «нас (вижу кого?)»    | ти̇́ӷэдэп, ти̇́жэдэп, ти̇́жэндэт «вас (вижу кого?)» |
| 4.  | ми́ӷэн «нам, к нам»                  | ти̇́ӷэн «вам, к вам»                            |
| 6.  | ми́нан «у нас»                       | ти̇́нан «у вас»                                 |
| 7.  | ми́нандо «от нас»                    | ти̇́нандо «от вас»                              |
| 8.  | ми́ӽе «с нами»                       | ти̇́ӽе «с вами»                                 |
| 9.  | мига́лк «без нас»                    | ти̇га́лк «без вас»                              |
| 10. | ми́тӄо «о нас, для/вместо/из-за нас» | ти̇́тӄо «о вас, для/вместо/из-за вас»           |

| №   | табья́ «они двое»                      | табла́ «они»                     |
| 1.  | табья́т «их-двоих (чей?)»              | табла́т «их (чей?)»              |
| 2.  | табья́п «их-двоих (вижу кого?)»        | табла́п «их (вижу кого?)»        |
| 4.  | табья́н «им-двоим, к ним-двоим»        | табла́н «им, к ним»              |
| 6.  | табья́нан «у них-двоих»                | табла́нан «у них»                |
| 7.  | табья́ндо «от них-двоих»               | табла́ндо «от них»               |
| 8.  | табья́ӽе «с ними-двоими»               | табла́ӽе «с ними»                |
| 9.  | табьяга́лк «без них-двоих»             | таблага́лк «без них»             |
| 10. | табья́тӄо «о них, для/из-за них-двоих» | табла́тӄо «о них, для/из-за них» |

#### Числительное

##### Количественные и порядковые числительные
Порядковые числительные (первый, второй, третий…) образуются с помощью суффикса -мҗэл
| 1    | о́ӄӄэр «один»           | о́ӄӄэрэмҗэл «первый»                  |
| 2    | шэд                    | шэ́дэмҗэл, шэдэмҗэ́л, шэдэмҗе́л         |
| 3    | на́гур                  | на́гурумҗэл                           |
| 4    | тэт                    | тэ́тэмҗэл                             |
| 5    | хомбла́                 | хомбла́мҗэл                           |
| 6    | му́ктэт, му́хтэт, му́фтэт | му́хтэмҗэл                            |
| 7    | хельҗь                 | хе́льҗемҗэл                           |
| 8    | шэд-ча́ӈгвет            | шэд-ча́ӈгвенҗэл, шэд-ча́ӈгветэмҗэл     |
| 9    | о́ӄӄэр-ча́ӈгвет          | о́ӄӄэр-ча́ӈгвенҗэл, о́ӄӄэр-ча́ӈгветэмҗэл |
| 10   | кӧт                    | кӧ́тэмҗэл, кӧ́тэл                      |
| 11   | о́ӄӄэр-гойгве́т          | о́ӄӄэр-гойгве́тэмҗэл                   |
| 12   | шэ́дэ-гойгве́т           | шэд-гойгве́тэмҗэл                     |
| 13   | на́гур-гойгве́т          | на́гур-гойгве́тэмҗэл                   |
| 14   | тэ́тэ-гойгве́т           | тэт-гойгве́тэмҗэл                     |
| 15   | хомбла́-гойгве́т         | хомбла́-гойгве́тэмҗэл                  |
| 16   | му́хтэт-гойгве́т         | му́хтэт-гойгве́тэмҗэл                  |
| 17   | хельҗь-гойгве́т         | хельҗь-гойгве́тэмҗэл                  |
| 18   | шэд-ча́ӈгвет-гойгве́т    | шэд-ча́ӈгвет-гойгве́тэмҗэл             |
| 19   | о́ӄӄэр-ча́ӈгвет-гойгве́т  | о́ӄӄэр-ча́ӈгвет-гойгве́тэмҗэл           |
| 20   | шэда́ро, шэд кӧт        | шэда́ромҗэл                           |
| 21   | о́ӄӄэр-гой-шэда́ро       | о́ӄӄэр-гой-шэда́ромҗэл                 |
| 22   | шэ́дэ-гой-шэда́ро        | шэ́дэ-гой-шэда́ромҗэл                  |
| 30   | нага́ро                 | нага́ромҗэл                           |
| 40   | тэфа́ро, тэха́ро         | тэфа́ромҗэл, тэха́ромҗэл               |
| 50   | хомбла́ро               | хомбла́ромҗэл                         |
| 60   | муха́ро, муфа́ро         | муха́ромҗэл, муфа́ромҗэл               |
| 70   | хельҗя́ро               | хельҗя́ромҗэл                         |
| 80   | шэд-ча́ӈгвет кӧт        | шэд-ча́ӈгвет кӧ́тэмҗэл                 |
| 90   | о́ӄӄэр-ча́ӈгвет кӧт      | о́ӄӄэр-ча́ӈгвет кӧ́тэмҗэл               |
| 100  | тот                    | то́тэмҗэл                             |
| 200  | шэ́дэтот                | шэ́дэто́тэмҗэл                         |
| 300  | на́гур тот              | на́гур то́тэмҗэл                       |
| 1000 | тонкӧ́т, кӧнто́т, тоткӧ́т | тонкӧ́тэмҗэл                          |

##### Собирательные числительные
Собирательные числительные первого лица («мы вдвоём, втроём, вчетвером» и т.д.) образуются с помощью суффиксов -мут, -ут, -мҗут.
Собирательные числительные третьего лица («они вдвоём, втроём, вчетвером» и т.д.) образуются с помощью суффиксов -т, -тэт, -ӷ.
|    | 1 лицо                            | 3 лицо                                              |
| 1  |                                   | о́ӄӄэрт «он один, в одного, одному»                  |
| 2  | шэдэӷу́т «мы вдвоём»               | шэдэя́, шэдыя́, шэдэ́ӷ, шэдэ́ӄ «два, две, двое, вдвоём» |
| 3  | на́гурмут, на́гурумҗут «мы втроём»  | на́гурт «они втроём»                                 |
| 4  | тэ́тэмҗут «мы вчетвером»           | тэ́ттэт «они вчетвером»                              |
| 5  | хомбла́мут «мы впятером»           | хомбла́ӷ, хомбла́т «они впятером»                     |
| 6  | му́хтэмут «мы вшестером»           | му́хтэнэт «они вшестером»                            |
| 7  | хе́льҗют, хе́льҗенмут «мы всемером» | хе́льҗет «они всемером»                              |
| 8  | шэд-ча́ӈгвенмут «мы ввосьмером»    | шэд-ча́ӈгвенэт «они ввосьмером»                      |
| 9  | о́ӄӄэр-ча́ӈгвенмут «мы вдевятером»  | о́ӄӄэр-ча́ӈгвенэт «они вдевятером»                    |
| 10 | кӧ́нмут «мы вдесятером»            | кӧ́ннэктэт «они вдесятером»                          |

## История изучения
Появление серьёзных источников по южноселькупскому языку в этот период обязано Матиасу Александру Кастрену (M. Alexander Castrén). М.А. Кастрен, находившийся в экспедиции в Сибири с 1845 по 1849 гг., проехал Сургут, Нарым, Молчаново, Томск, Маковское. М.А. Кастрен записал материалы, фиксирующие современные ему диалектные особенности: грамматику, словники и тексты. Именно к записям Кастрена относятся самый древний из известных (сравнительно) крупных южноселькупских текстов — богатырская песня с Оби.
Венгерский исследователь Карой Папаи посетил Томскую губернию в 1888 г., записал обширный топонимический и фольклорный материал (последний — только с шёшкупского ареала и только на венгерском языке), впоследствии переизданный в различных изданиях томским этнографом Н.А. Тучковой. 
В 1887 г. епископ Томский и Алтайский Макарий (Невский) выпустил краткое описание нарымского диалекта для практического применения. Также в 1900 году еп. Макарий выпустил книгу религиозного содержания на шёшкупском диалекте, кроме того, имел значительный миссионерский опыт среди алтайцев и на практике изучал тюркские языки южной Сибири. 
Объемный и богатый материал по южноселькупскому языку был собран финским исследователем К. Доннером. Его экспедиции в Сибирь (1911 — 1913 гг. и 1914 г.) оставили после себя южноселькупский материал с верхней, средней и нижней Оби, Тыма, Кети, Чулыма, Чаи, а также материалы по другим языкам Сибири. Кай (Карл) Рейнхольд Доннер установил существенную дифференциацию в языковом отношении самодийцев Тыма (что, видимо, отразило процесс переселения селькупов из различных мест южноселькупской территории на Тым). Подробное описание экспедиций К. Доннера сделано на немецком языке в его книге ‘Bei den Samojeden in Sibirien’ (1926), в английском переводе книга ‘Among the Samoyeds in Siberia’ вышла в 1954 г. Особо необходимо отметить сообществоориентированную работу Кая Доннера в Нарымском крае, которая получила своё выражение в брошюре «Кай тäнзул гуут чеенджеаад» (Что умные люди говорят), созданной в соавторстве с усть-тымским селькупом Алексеем Кардиевым О́льджигиным, и изданной в Нарыме в 1912 г. Брошюра содержит высказывания религиозно-нравственного характера.
В 60-х годах XX вв., благодаря деятельности Андрея Петровича Дульзона, появилась томская школа изучения южноселькупского языка. А.П. Дульзон сформулировал научную проблему: «Происхождение аборигенов Сибири и их языков» и собирал комплексные данные для её решения. А.П. Дульзон организовал большое количество комплексных археологических, этнографических и лингвистических экспедиций в места проживания коренных малочисленных народов Томской области, в том числе, южных селькупов. Результаты экспедиций представлены объемными полевыми материалами, текстовыми сборами, монографиями и другими научными публикациями. Научная и организаторская деятельность А.П. Дульзона, позднее его ученицы Эрики Генриховны Беккер, ещё позднее другой его ученицы Ольги Андреевны Осиповой привели к тому, что в Томске было подготовлено более 20 кандидатских и докторских диссертаций по южноселькупскому языку.

## Пример текста
Кат.

Пая́лҗэга, кана́к ай кы́ска варгэӽа́дэт карамо́ӷэт. Ка́ннэмбэл кат тӧ́мба. Пая́лҗэга ҷэ́нча: «Квэ́лаге маҗӧнд по́тко. Кана́к, квэ́лай шэдэгу́т!» — «Но́блап ай нёйпӧ́влап ме́ка меле́л — кандэ́җьлаге!»  Омби́ тава́ пахтэрна́ нёйпӧ́вэутэ. Пая́лҗэга парква́: «Ора́лҗ!» Кы́ска мя́ргэнна ай кычва́нна. Таб ҷанэмба́ шуҗерна́нд. «Че-е-е! Кычва́тпанд!» — пая́лҗэга лаква́ҷэӽа. «Мат кек кандэ́җӓк!» — чу́рэмба тава́. Пая́лҗэга пи́дэрӽа тава́ликап. «Ны́льҗик! Вес оӄӄэрша́ӈ варгла́й!» — пая́ ҷэ́нҷа.— Тача́ Про́кина, Топӄ, 2020.

Зимой.
Старушка, собака и кошка жили в избушке. Холодная зима пришла. Старушка говорит: «Пойду в лес за дровами. Собака, пойдём вдвоём!» — «Рукавицы и валенки мне дай — замёрзну!» Вдруг мышь выскочила из валенка. Старушка кричит: «Лови!» Кошка замяукала и затряслась от страха. Она взобралась на окно. «Ай-яй-яй! Испугалась!» — засмеялась бабушка. 
«Я сильно замёрзла!» — заплакала мышь. Пожалела бабушка мышку. «Пусть так! Все вместе жить будем!» — сказала бабушка.— Прокина (Макшина) Татьяна Фёдоровна, Томск, 2020.